# تاریخ تطبیقی
تاریخ تطبیقی (به انگلیسی: comparative history) یا هم‌سنجشی، مطالعهٔ سازمان یافته رویدادهای همانند در موقعیت‌های جغرافیایی یا زمانی متفاوت را تاریخ تطبیقی گویند. تاریخ‌دانان تطبیقی مواردی را برای مطالعه برمی‌گزینند و با مقایسه آن‌ها با یکدیگر، تشابهات و تفاوت‌های آنها را بررسی می‌کنند.